# Bradlec fest
Bradlec Fest byl multižánrový open air hudební festival pořádaný v obci Bradlec u Mladé Boleslavi. První ročník se uskutečnil v roce 2010 a další dva ročníky proběhly v letech 2011 a 2012 ve městě Kosmonosy.

## Historie
Bradlec Fest byl založen v roce 2010 Adamem Pýchou a Milošem Kubelkou. První ročník se konal na fotbalovém hřišti v obci Bradlec u zatopeného lomu Toťák, který v minulosti nesl název Totův lom. V roce 2011 a 2012 se festival přesunul do města Kosmonosy. Všechny tři ročníky festivalu probíhaly během jednoho dne s jednou hudební scénou. Festival poskytl prostor nejen známým kapelám, ale i mladým hudebním projektům.

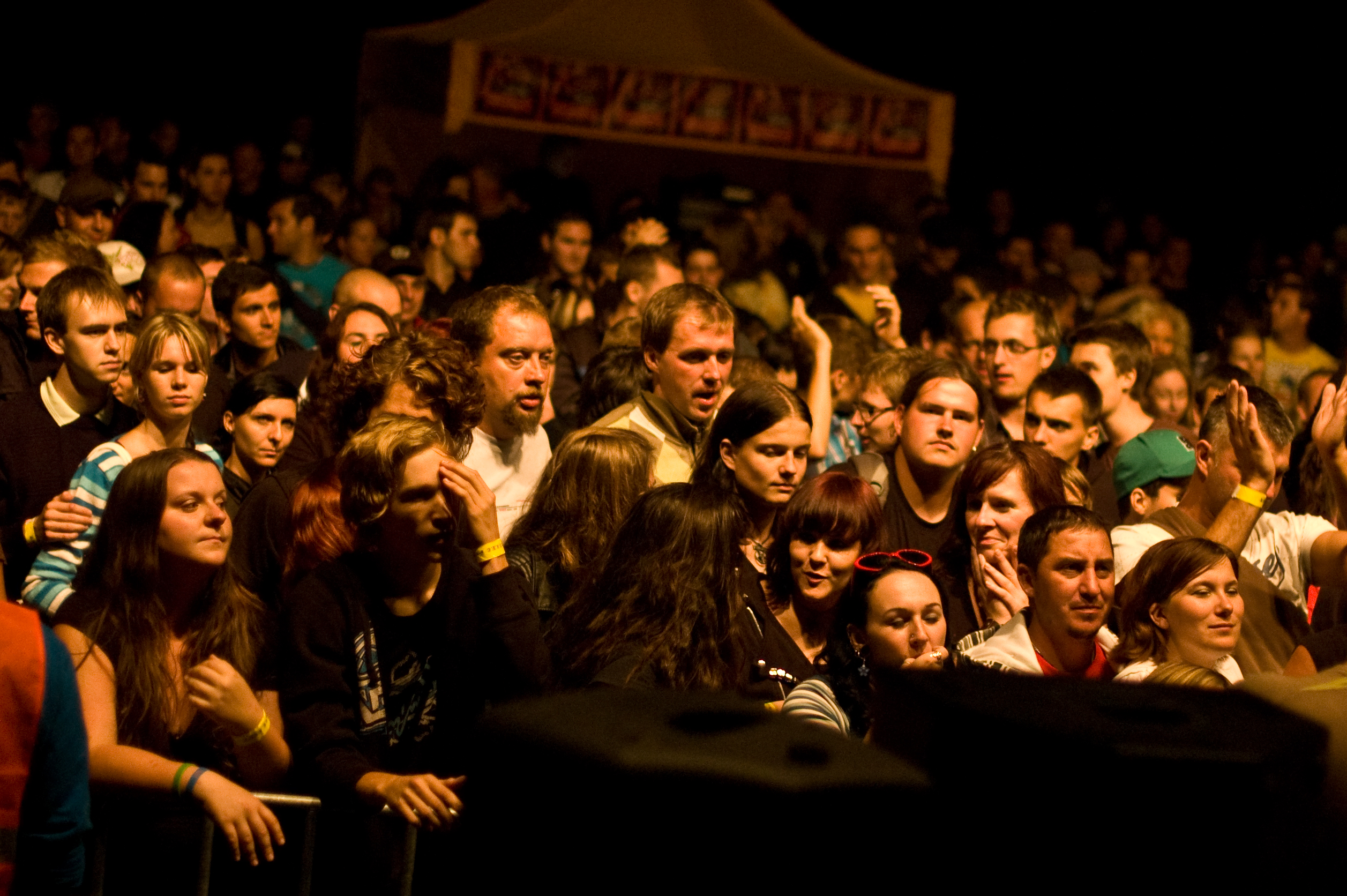
Bradlec Fest 2011

### Bradlec Fest 2010
První ročník festivalu se konal 11. září 2010 na fotbalovém hřišti v obci Bradlec. Festival nabídl vystoupení studentských regionálních kapel i koncerty populárních interpretů.
Seznam účinkujících:
- Rybičky 48
- Mandrage
- Chicas Habladoras
- Kočky neberem
- De Ska Band
- Omezená suverenita
- 25%
- Štoudef
- Emeriver
- 5. prosinec
- Syndrom
- Saint Devils

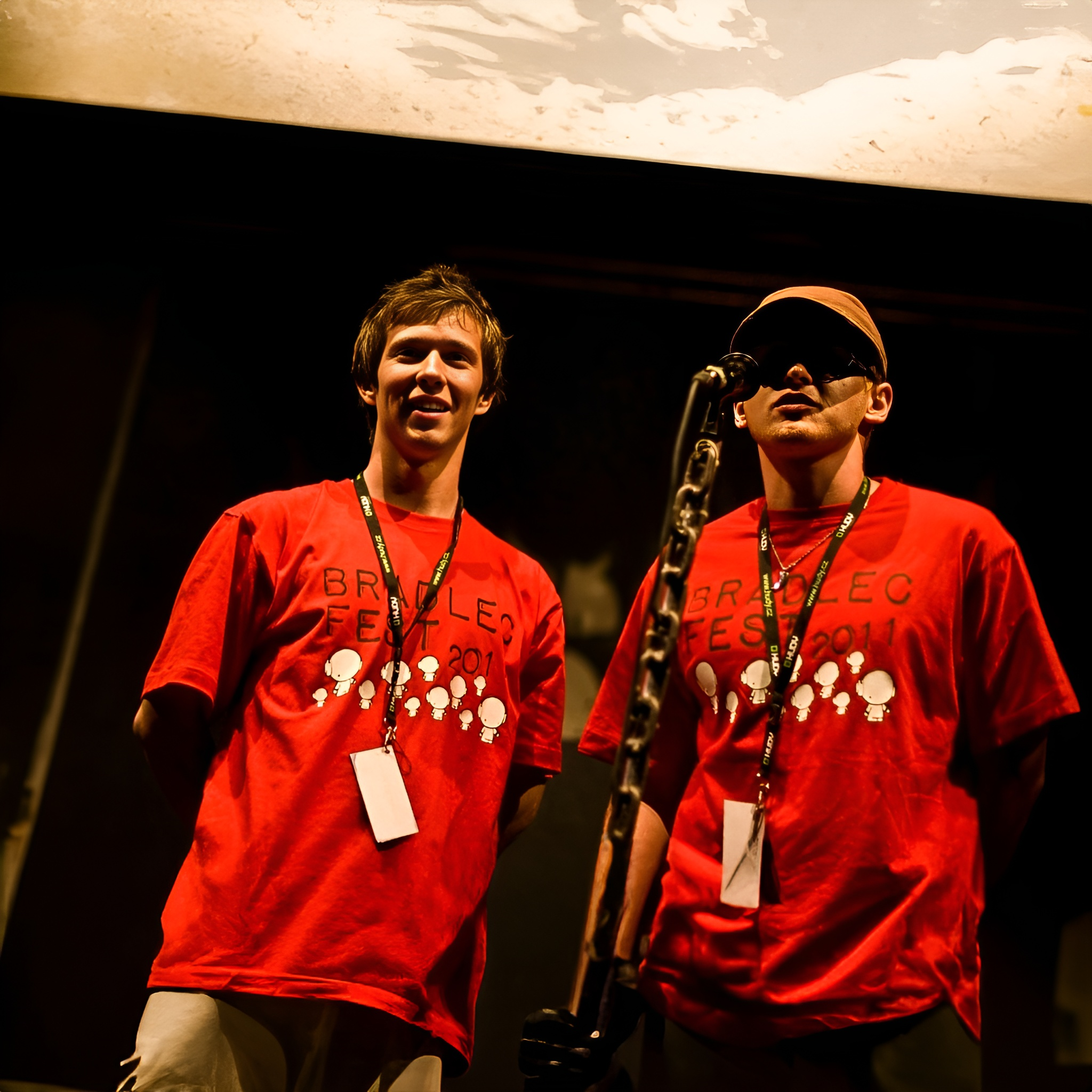
Zakladatelé a pořadatelé - Miloš Kubelka a Adam Pýcha

Festival nabídl také doprovodný program, například paintballové hřiště.

### Bradlec Fest 2011
Druhý ročník festivalu se konal v Kosmonosích a byl rozšířen o soutěž začínajících kapel. Proběhl 3. září 2011.
Seznam účinkujících:
- Artes
- Syndrom
- V Rekonstrukci
- Kočky neberem
- Feher Fekete Kerek
- The Fialky
- Staré pušky
- Škwor
- Vypsaná fixa

### Bradlec Fest 2012
Třetí ročník festivalu byl posledním a opět se konal v Kosmonosích a to 8. září 2012.
Seznam účinkujících:
- Kočky neberem
- Ebola Gay
- Craudalach
- Syndrom
- Pure Sound Factory
- The Cannonballs
- Morfium
- Cocotte Minute
- Vladimír 518 s Terezou Černochovou[5]

## Program
Bradlec Fest nabízel multižánrový hudební program, který zahrnoval různé žánry od rocku přes ska až po hip-hop. Cílem festivalu bylo propojit mladé kapely se zavedenými jmény české hudební scény. V průběhu druhého a třetího ročníku byly předávány ocenění pro nejúspěšnější začínající kapely.